# Choceń
Choceń è un comune rurale polacco del distretto di Włocławek, nel voivodato della Cuiavia-Pomerania.
Ricopre una superficie di 99,68 km² e nel 2004 contava 7 978 abitanti.